# Karate Champ
Karate Champ, known in Japan as Karate Dō (空手道 "The Way of the Empty Hand"?) är ett arkadspel utvecklat av Technōs Japan åt Data East, och utgivet i juli 1984.

## Handling
Spelet är ett karatespel, där man spelar antingen två mot varandra, eller en mot datorn.

## Porteringar
Spelet porterades till Apple II och Commodore 64 av Berkeley Softworks. Data East började utge hemversioner i USA den 12 oktober 1985.
NES-versionen utvecklades av Data East USA och utgavs i Nordamerika i november 1986, och i Japan till Disk System den 22 juli 1988.
Den 7 maj 2010 meddelades att spelet skulle släppas till iPhone OS av Revolutionary Concepts.

## I populärkultur
Arkadversionen kan ses i filmen Bloodsport med Jean-Claude Van Damme.

### Fotnoter
1. 1 2  ”Karate Champ” (på engelska). NES DB. Arkiverad från originalet den 19 juli 2016. https://web.archive.org/web/20160719141834/http://nesdb.se/game_more.php?id=802&rid=1. Läst 8 juni 2014.
2. ↑  Hodapp, Eli (7 maj 2010). ”Classic Fighter 'Karate Champ' Gameplay Video Released”. http://toucharcade.com/2010/05/07/classic-fighter-karate-champ-gameplay-video-released/. Läst 8 juni 2014.